# Сега (приток Колокши)
Сега — река в России, протекает в Кольчугинском и Юрьев-Польском районах Владимирской области. Устье реки находится в 115 км по правому берегу реки Колокша, примерно на 1 км ниже города Юрьев-Польский. Длина реки составляет 22 км, площадь водосборного бассейна — 83,6 км².
Исток реки находится у деревни Клины в 14 км к юго-западу от города Юрьев-Польский. Течёт на восток, протекает деревни Зекрово, Андреевское, Палазино; посёлок Кирпичный Завод. В деревне Зекрово река перегорожена плотиной, образующей большую запруду. Крупнейший приток — Жаровка (правый). Река впадает в Колокшу у деревни Егоровка, примерно километром ниже Юрьев-Польского.

## Данные водного реестра
По данным государственного водного реестра России относится к Окскому бассейновому округу, водохозяйственный участок реки — Клязьма от города Орехово-Зуево до города Владимир, речной подбассейн реки — бассейны притоков Оки от Мокши до впадения в Волгу. Речной бассейн реки — Ока.
По данным геоинформационной системы водохозяйственного районирования территории РФ, подготовленной Федеральным агентством водных ресурсов:
- Код водного объекта в государственном водном реестре — 09010300712110000032112
- Код по гидрологической изученности (ГИ) — 110003211
- Код бассейна — 09.01.03.007
- Номер тома по ГИ — 10
- Выпуск по ГИ — 0